# زایتشوو
زایتشوو (به لاتین: Zaječov) یک منطقهٔ مسکونی در جمهوری چک است که در شهرستان برون واقع شده‌است. زایتشوو ۷٫۰۳ کیلومتر مربع مساحت و ۱٬۴۰۳ نفر جمعیت دارد و ۴۵۸ متر بالاتر از سطح دریا واقع شده‌است.